# مطار تلاغمة
مطار تلاغمة (بالإنجليزية: Telerghma Airport) هو مطار مدني/عسكري مشترك الاستخدام في الجزائر (إيكاو: DAAM)، يقع جنوب مدينة تلاغمة مباشرة، على بعد قرابة 300 كيلومتر شرق مدينة الجزائر العاصمة.

## تاريخ
بنت الحكومة الاستعمارية الفرنسية قبل الحرب العالمية الثانية ذلك المطار الصغير، واستخدمته القوات الأمريكية في أعقاب عملية إنزال الشعلة في 2 ديسمبر 1942. وبحلول 13 ديسمبر، حسّنت القوات الفرنسية ومهندسو الجيش الأمريكي المدرج بما يكفي لتمكين قاذفات بي-26 مارودر المتوسطة التابعة لمجموعة القصف السابعة عشرة من استخدامه. كانت الوحدات الرئيسية لسلاح الجو الثاني عشر المُكلفة بالمطار خلال حملة شمال أفريقيا هي:
- مجموعة القصف السابعة عشرة، 13 ديسمبر 1942 - 10 مايو 1943، طائرة بي-26 مارودر
- مجموعة القصف رقم 310، 21 ديسمبر 1942 – 1 يناير 1943، قاذفة القنابل بي-25 ميتشل
- مجموعة القصف رقم 319، 12 ديسمبر 1942 – 3 مارس 1943، طائرة بي-26 مارودر
- المجموعة المقاتلة الرابعة عشرة، 5 مايو - 13 يونيو 1943، طائرة P-38 لايتنينج
- المجموعة المقاتلة الثالثة والثلاثون، 24 ديسمبر 1942 - 7 يناير 1943؛ 20 فبراير - 2 مارس 1943، طائرة بي-40 وارهاوك
- مجموعة المقاتلات رقم 52، 17 يناير - 9 مارس 1943، سبيتفاير
- المجموعة المقاتلة 82، يناير - 28 مارس 1943، طائرة P-38 لايتنينج

بعد انتهاء معركة شمال أفريقيا، جرى تحويل مطار تلاغمة إلى مركز تدريب على القصف، حيث استُخدم لتدريب أطقم القوات الجوية الفرنسية الأرضية والقاذفات على التشغيل التكتيكي الآمن والفعال وصيانة الطائرات المقاتلة والقاذفات الأمريكية. أُغلق مركز التدريب في نهاية أكتوبر 1944، وأعيد المطار إلى السلطات المدنية.

## روابط خارجية
- Airport information for DAAM at Great Circle Mapper.
- OurAirports - Telerghma